# Обична јела
Европска јела (Abies alba Mill.), назив рода је староримски назив за јелу, а епитети врсте су alba — бела; кора и четине на наличју, pectinata — рашчешљана; због рашчешљаних четина, nobilis — узвишена, excelsa — висока. Српски назив најчешће само јела, затим јелка, јелика, вита јела, борика, хвоја, чам...

## Ареал
Ареал јеле простире се на јужну и западну Европу; на запад до северне Шпаније, на исток до источне Румуније, на север до Пољске и јужно до Сицилије. Расте на надморској висини од 800 до 1600 m; са порастом географске ширине горња граница јој је нижа. У Горском котару гради чисте ацидофилне јелове шуме (Blechno-Abietetum), а чешће је са буквом у посебном буково-јеловом појасу (Abietо-Fagetum) изнад појаса брдске букве, а испод планинске букве. У деловима бивше Југославије ове шуме су знатно распрострањене.

## Опис врсте
Јела је високо дрво и може израсти до преко 50 m са пречником стабла преко 2 m. Коренов систем чини добро развијен осовински корен (срчаница) и неколико бочних коренова, и уколико је супстрат довољно дубок, доста је отпорна према ветроизвалама. Завршеци најтањих жилица код јеле имају ектотрофну микоризу. Круна је у младости конусна, касније ваљкаста, а код врло старих стабала има затупаст врх. Гране су на стаблу пршљенасто распоређене, хоризонтално положене и мало усмерене ка врху. Младе гранчице су длакаве, старије голе, а пупољци су без смоле. Изузетак чине само пупољци на врху грана, који су понекад смоласти. Кора је сивкаста, глатка, до око 50. године. У већој старости потамни и пуца у облику угластих љуспи, које остају приљубљене уз дрво.
Четине су спирално распоређене, што се види на врху гранчица, а ниже четине су адаксијални и абаксијално рашчешљане. Оне су зелене, пљоснате, до 2,5 mm широке и 17–30 mm дуге. Са горње стране су плитко ужлебљене и потпуно зелене, а са доње стране имају гребен и две беле траке стоминих отвора са обе стране зеленог гребена. При основи се сужавају и прелазе у мали, округласто-штитасти завршетак, којим је четина причвршћена за гранчицу. Већином су на врху усечене. Четине на врху фертилних грана су зашиљене или тупе — нису урезане. Остају на гранама осам и више година. На откинутим гранчицама се виде округли, спирално распоређени трагови у нивоу коре; гранчица је готово глатка и поред ових трагова.
Јела је једнодома врста. Женске стробиле су на горњој страни највиших гранчица, а мушке ниже на истој гранчици. Мушке стробиле дуге су око 2 cm, жуто обојене са спирално распоређеним љуспама на издуженој осовини, са по две поленове кесице испод сваке љуспе. Јела цвета у пролеће од априла до јуна, зависно од надморске висине. Опрашује се ветром. Почиње да цвета, у зависности од тога да ли је расла на осами, или у склопу, у брдском или планинском пределу, од 30-70. године старости. Ван склопа у нижим пределима сазрева већ око тридесете године. Родне године, док је дрво младо, јављају се сваке друге године. Код старијих стабала и на већим надморским висинама ређе, тј. кроз две до три па и више година.
Женске стробиле су мркозеленкасте, јајасте, око 2 cm дуге, усправне, грађене од спирално распоређених фертилних и стерилних љуспи — брактеја. На фертилној љуспи по два семена заметка. Стерилне брактеје зреле шишарке су узане и забачена наниже, налази се испод фертилне по средини. Зрела шишарка је око 16 cm дуга и до 5 cm широка, ваљкастог облика, црвенкасто-смеђе боје. Шишарке остају усправно. Сазревају исте године и одмах по сазревању распадају се, опадају им љуспе заједно са семеном, а на грани остаје гола осовина-вретено. У пазуху фертилне љуспе налазе се два крилата семена.
У Хектолитру има око 600 шишарки, а маса им је 30–35 kg што даје 1,5-2,5 kg чистог семена. У једном килограму има 15 000-17 000 семена са крилцима, а 20 000-24 000 чистог семена. Семе је жућкасто окер боје, дугачко од 7–10 mm, ребрасто, чврсто срасло са криоцем. Расејава се помоћу ветра. Семе клија кроз 3-4 недеље, а његова клијавост је мала (између 30 и 50 %). Семе задржава клијавост само 6 месеци. Ендосперм чини већи део семена, а у средини је смештен вретенасти ембрион. Клијавац са 5-6 зелених котиледона, са по две беле пруге стома на лицу, хоризонтално, зракасто распоређени. Касније се јављају примарне четине које су два пута краће од котиледона и алтернирају са њима. Одмах изнад примарних четина формира се терминални пупољак, који наредне године даје летораст са спирално распоређеним четинама. Јела у почетку споро расте. Прве непотпуне пршљенове грана добија тек око пете године, ако расте на осами. Међутим, у густом склопу се ово дешава још касније. Од петнаесте године расте брже и достиже максималну висину око 200. године.

## Биоеколошке карактеристике
Јела на нижим, севернијим положајима тражи свежа земљишта а на североисточним и југоисточним експозицијама и на јужним експозицијама већим надморским висинама тражи дубоко, плодно, хумусом богато земљиште и сталну високу релативну влажност ваздуха са умереном температуром, чиме се карактеришу брдско-планински предели Србије. Она има знатну способност побољшања састава земљишта, пошто њене четине труљењем образују хумус, и пошто се, иако она дуго расте у склопу, под њом ствара маховина, која одржава горњи слој земљишта увек у влажном стању. Јела је већи пробирач од смрче у погледу минералних соли у земљишту, тражи више топлоте од смрче, а и сенку боље подноси од ње. Јела захтева вишу просечну температуру, а као и смрча и тиса, високу апсолутну влажност. У извесној мери подноси зимске мразеве, али страда од касних пролећних мразева, нарочито у млађем узрасту. Касни мразеви узрокују промрзавање пупољака, како терминалних, тако и бочних, па се први касније развијају. Од свих четинара, она највише страда од удара грома, а и на поплаве је нарочито осетљива, као и на загађеност ваздуха димом и гасовима.
Код нас је јела ретко формира чисте састојине. Већином се јавља у мешавини са буквом, смрчом, белим бором, моликом, јавором, млечом и другим врстама. На многим планинама у Србији се данас налазе само остаци огромних јелових шума, некада широко распрострањених (Сува планина, Стара планина). Овде са јелом и смрчом расту још и следеће врсте: Fagus moesiaca, Sorbus aucuparia, Acer pseudoplatanus, Sambucus racemosa, Rhamnus fallax, Lonicera alpigena, Rubus idaeus, Vaccinium myrtillus и друге. Многи истраживачи, ботаничари и шумари, сматрају да су четинари донедавно имали много шири ареал у Србији и Македонији и да су њихова данашња, редуцирана станишта великим делом резултат деловања човека.

## Значај
Јела се може користити у зеленим просторима као солитер, или у групној садњи. Истиче се великом декоративношћу, лепим обликом круне, декоративним четинама и шишаркама. Међутим, њена употреба у урбаним просторима је ограничена њеним специфичним биоеколошким захтевима, какви нису уобичајени у градској средини, и стога она овде брзо пропада. Нарочито је осетљива на услове индустријских подручја, која се одликују високим нивоом загађења. Њена употреба за пошумљавање, у регулацији водотока, који су тешки за одржавање, за осигуравање планинских вододелница релативно је мала.

## Унутарврсни таксони
Иако је мање полиморфна од смрче и црног бора, у природи се може пронаћи неколико варијетета јеле. У односу на особине круне, постоје:
- A. alba var. pyramidalis — пирамидална јела,[9] са уском круном[10];
- A. alba var. atrata — са висећим гранама. Овај варијетет је нађен на малом броју места.

Установљена је и варијабилност у облику, величини и боји семена, као и у облику и величини шишарке. На основу боје семена, описана су два варијетета:
- A. alba var. fuscoviolacea (семе је љубичасто) и
- A. alba var. rosea (ружичасто семе).

На основу величине и облика шишарки, описане су три форме:
- f. oblongicarpa — ускодугуљасте шишарке;
- f. multibracteata — шишарке мале, широке и на врху заобљене;
- f. paucibracteata — шишарке дугуљасте и на врху заобљене.

Све три форме констатоване су у Србији
У Македонији се још може наћи и варијетет A. alba var. acutifolia Turcz.,
који се одликује четинама које су на врху врло зашиљене.
Јела има већи број хортикултурних култивара у односу на:
хабитус:
- А. alba 'Pyramidalis' — хабитус сличан јаблану;
- А. alba 'Pendula' — жалосна форма;
- А. alba 'Columnaris' — са кратким гранама, ваљкаста форма.

и боју четина:
- А. alba 'Variegata' — спорорастућа форма са беложутим, панашираним четинама;
- А. alba 'Aurea' — златаста, где је један део четине златножут, а други зелен[6].

У већим ботаничким баштама, а ређе у расадницима могу се срести и култивари:
| - А. alba ’Aargau’ - А. alba ’Barabits Spreading’ - А. alba ’Bolehost’ - А. alba ’Bystricka’ - А. alba ’Chrudimka’ | - А. alba ’Green Spiral’ - А. alba ’Hana’ - А. alba ’Havel’ - А. alba ’HB Kroc’ - А. alba ’Hedge’ | - А. alba ’Hochstukli’ - А. alba ’Ibergeregg’ - А. alba ’Johann’ - А. alba ’Kladsko’ - А. alba ’Krumlov’ | - А. alba ’Laja’ - А. alba ’Lhotky’ - А. alba ’Loucím’ - А. alba ’Maraton’ - А. alba ’Michaela’ | - А. alba ’Mlada Boleslav’ - А. alba ’Orlík’ - А. alba ’Pyramidalis Linssen’ - А. alba ’Schwarzenberg’ | - А. alba ’Schwarzwald’ - А. alba ’Velehrad’ - А. alba ’Veseli-Dáblice’ - А. alba ’Zaháj’ |

### Пирамидална јела (A. albavar.pyramidalis)
Пирамидална јела је уско пирамидални варијетет обичне јеле. У Европи од природе расте само на три локације углавном у виду појединачних стабала, местимично унутар ареала основне врсте. Једно од налазишта је и у Србији, на локалитету Огоријевац код села Кладница, у оквиру Специјалног резервата природе Паљевине. Налази се поред пута Сјеница — Ивањица, 21 km северно од Сјенице. Открио ју је шумарски инжењер Михајло Тошић 1963. године, а због свог јединственог облика постала је симбол. Друго налазиште је у оквиру Специјалног резервата природе Гутавица, код Сјенице.

#### Налазиште у Паљевини
Варијетет пирамидалне јеле гради мешовиту разнодобну састојину заједно са обичном јелом и буквом. За разлику од других налазишта у Европи, где су констатована појединачна стабла, у Паљевини је регистровано укупно 6 старијих јединки овог варијетета различите старости.
Међу бројним подмлатком обичне јеле има и оних јединки које ће формирати пирамидални хабитус. Пирамидалне јеле се укрштају са обичном јелом. Већина потомства, које се налази између пирамидалне и обичне јеле, има карактеристике обичне јеле. Код једног дела подмлатка уочава се оштрији угао грана у односу на раст дебла.

#### Изглед
Основна карактеристика овог варијетета је пирамидални хабитус који настаје у процесу морфогенезе током развића и раста, што проистиче из карактеристика избојака. Пирамидална јела је дрво првог реда и постиже висину као и основна врста. Старост јој је тешко утврдити окуларно због мноштва грана које су под врло оштрим углом у односу на дебло, нарочито при врху, где су гране готово приљубљене уз дебло. Пирамидална јела има врло изражену вертикалну тенденцију. Хабитус је уско-пирамидалан или купаст, са врло оштрим врхом. Има сличности са чемпресом и клеком, али и карактеристике које су заједничке са ближим сродницима, јелом и смрчом.
Гране су врло густе. Од најраније младости расту под оштрим углом у односу на вретено стабла (око 20-30°). Осим у пршљеновима, јављају се и у интернодијама. Дебло пирамидалне јеле, у густом шумском склопу, такође се, попут основне врсте, чисти од доњих грана, али суве гране дуго остају на стаблу.
Врх пирамидалне јеле је без израженог терминалног избојка. Код одраслих стабала је издужено-ваљкаст, са много бочних гранчица пружених нагоре и скоро приљубљених уз централни избојак. Врх је у младости изразито оштар због јачег висинског прираста.
Због декоративног облика крошње пирамидална јела узгаја се у расадницима као украсна врста.
| Обична јела (Abies alba Mill.)                            | Пирамидална јела (A. alba var. pyramidalis)                 |
| --------------------------------------------------------- | ----------------------------------------------------------- |
| хабитус широко купаст                                     | хабитус уско пирамидалан                                    |
| врх овалан                                                | врх издужено ваљкаст                                        |
| гранање увек хоризонтално                                 | гранање увек нагоре, са вертикалном тенденцијом             |
| четине хоризонтално рашчешљане у два реда                 | четине усмерене радијално и ка горе по целој гранчици       |
| четине на пресеку спљоштене са увученим централним нервом | четине на пресеку елиптичне са испупченим централним нервом |
| криоца семенки су широка и лепезаста                      | криоца семенки су уска и издужена                           |